# Нелидова, Варвара Аркадьевна
Варва́ра Арка́дьевна Нели́дова (1814— 18 октября 1897) — камер-фрейлина, известная как тайная фаворитка Николая I и вероятная мать его внебрачных сыновей.

## Биография
Её отец Аркадий Иванович Нелидов (1773—1834) был младшим братом Екатерины Нелидовой, любимицы императора Павла I. Таким образом, фаворитка отца приходилась тёткой фаворитке сына. Аркадий Иванович с 1825 года был сенатором, в 1826 году был избран Санкт-Петербургским губернским предводителем дворянства, а в 1829 году был произведён в действительные тайные советники. Он был женат на дочери знаменитого генерала Буксгевдена. Супруга генерала Ф. Ф. Буксгевдена (и тёща Аркадия Ивановича) — Наталья Алексеева (1758—1808) была внебрачной дочерью Григория Орлова (по некоторым преданиям, от императрицы Екатерины II).

Семья Нелидовых была многочисленной, у Варвары Аркадьевны было шесть братьев и шесть сестёр. Воспитывалась в Смольном институте, который окончила в 1830 году. Дочь императора Ольга Николаевна относилась к фаворитке отца с большой симпатией. В своём дневнике она писала:
Варенька Нелидова была похожа на итальянку со своими чудными темными глазами и бровями. Но внешне она совсем не была особенно привлекательной, производила впечатление сделанной из одного куска. Её натура была веселой, она умела во всем видеть смешное, легко болтала и была достаточно умна, чтобы не утомлять. Она была тактичной, к льстецам относилась как это нужно и не забывала своих старых друзей после того, как появилась ко Двору. Она не отличалась благородством, но была прекрасна душой, услужлива и полна сердечной доброты.

### Отношения с царём
Указывают, что среди его многочисленных мимолетных романов это была единственная серьёзная связь, продолжавшаяся почти 17 лет. Вероятно, отношения начались, когда после 7-х родов 34-летней императрицы Александры Федоровны (1832) врачи запретили императору супружеские отношения с ней из опасений за её здоровье.
Вел. кн. Ольга Николаевна писала: «На одном из этих маскарадов Папа познакомился с Варенькой Нелидовой, бедной сиротой, младшей из пяти сестер, жившей на даче в предместье Петербурга и никогда почти не выезжавшей. Её единственной родственницей была старая тетка, бывшая фрейлина Императрицы Екатерины Великой, пользовавшаяся также дружбой Бабушки. От этой тетки она знала всякие подробности о юности Папа, которые она рассказала ему во время танца, пока была в маске. Под конец вечера она сказала, кто она. Её пригласили ко Двору, и она понравилась Маме. Весной она была назначена фрейлиной. То, что началось невинным флиртом, вылилось в семнадцатилетнюю дружбу. В свете не в состоянии верить в хорошее, поэтому начали злословить и сплетничать. Признаюсь, что я всегда страдала, когда видела, как прекрасные и большие натуры сплетнями сводились на низкую степень, и мне кажется, что сплетники унижают этим не себя одних, а все человечество. Я повторяю то, о чем уже говорила однажды: Папа женился по любви, по влечению сердца, был верен своей жене и хранил эту верность из убеждения, из веры в судьбу, пославшую ему её, как Ангела-Хранителя».
А. И. Соколова писала: «Больших и особенно знаменательных увлечений за императором Николаем I, как известно, не водилось. Единственная серьёзная, вошедшая в историю связь его была с Варварой Аркадьевной Нелидовой, одной из любимых фрейлин Александры Федоровны. Но эта связь не могла быть поставлена в укор ни самому императору, ни без ума любившей его Нелидовой. В нем она оправдывалась вконец пошатнувшимся здоровьем императрицы, которую государь обожал, но которую берег и нежил, как экзотический цветок. Нелидова искупала свою вину тем, что любила государя всеми силами своей души, не считаясь ни с его величием, ни с его могуществом, а любя в нем человека. Императрице связь эта была хорошо известна… Она, если так можно выразиться, была санкционирована ею».
В 1842 году графиня Нессельроде писала сыну: «Государь с каждым днем все больше занят Нелидовой. Ходит к ней по нескольку раз в день. Он и на балу старается все время быть близ неё. Бедная императрица все это видит и переносит с достоинством, но как она должна страдать».

Отмечали её удивительную красоту, а также очень глубокое чувство, которое она питала к императору. Кроме того, Варвара никогда не пользовалась своим положением ради удовлетворения честолюбия и, более того, эта многолетняя внебрачная связь императора все эти годы сохранялась в глубокой тайне (в отличие от подобных отношений других императоров). Фрейлина Мария Фредерикс вспоминала: 

«Все делалось так скрыто, так благородно. Например, я, будучи уже не очень юной девушкой, живя под одним кровом, видясь почти каждый день с фрейлиной Нелидовой, долго не подозревала об отношениях, существовавших между императором и ею. Она не помышляла обнаруживать своё исключительное положение между своих сотоварищей фрейлин, держась всегда так спокойно, холодно и просто. Она была достойная женщина, заслуживающая уважения, в особенности в сравнении с другими того же положения».

Якобы, скрытность и бескорыстность связи Нелидовой с императором опровергается сведениями, содержащимися в хорошо известном и давно опубликованном письме И. С. Аксакова к родным от 15 (27) июня 1846 года о разговоре, произошедшем в Калуге 14 (26) июня 1646 года между ним и известной Смирновой-Россет, бывшей в своё время фрейлиной, а в 1846 году - женой калужского губернатора. Моралист И. С. Аксаков упрекнул брата Нелидовой за то, что тот пользуется разнообразными милостями императора из-за того, что его сестра является императорской любовницей. А. О. Смирнова-Россет, хорошо знавшая брата и сестру Нелидовых и дружившая с обоими, стала резко возражать И. С. Аксакову, пытаясь оправдать поведение её друзей Нелидовых. Эта ссора привела к разрыву отношений И. С. Аксакова и А. О. Смирновой-Россет и к появлению двух известных скандальных стихотворных посланий И. С. Аксакова к А. О. Смирновой-Россет. Так что даже в провинциальной Калуге уже в 1846 году мелкий чиновник И. С. Аксаков хорошо знал, сколько разнообразных выгод получает от императора семья Нелидовой.   
Анна Тютчева, познакомившаяся с Нелидовой позднее, в начале 1850-х годов, писала в своих воспоминаниях: «Её красота, несколько зрелая, тем не менее ещё была в полном своем расцвете. Ей, вероятно, в то время было около 38 лет. Известно, какое положение приписывала ей общественная молва, чему, однако, казалось противоречила её манера держать себя, скромная и почти суровая по сравнению с другими придворными она тщательно скрывала милость, которую обыкновенно выставляют на показ женщины, пользующиеся положением, подобным её. Причиной её падения было ни тщеславие, ни корыстолюбие, ни честолюбие. Она была увлечена чувством искренним, хотя и греховным, и никто даже из тех, кто осуждал её, не мог отказать ей в уважении…». 

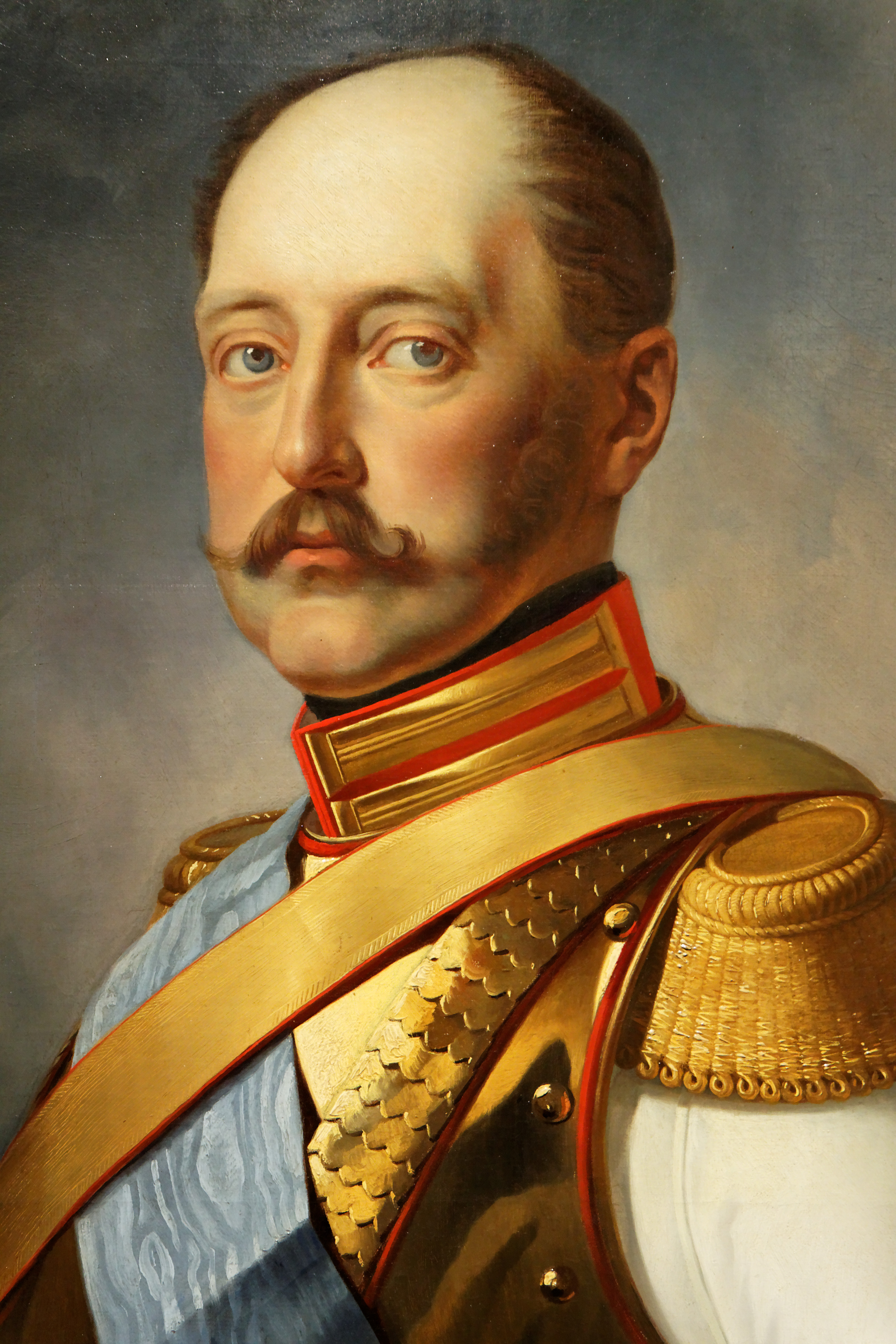
Николай I

Спустя пять лет после её смерти в вышедшей в Берлине книге П. Гримма, написанной по свежим впечатлениям современников, было написано: «Несмотря на трех детей, которыми она одарила государя, её лицо сохранило полный блеск молодости. Черты её, строго правильные, позволяли справедливо и основательно соревноваться с красивейшими женщинами во всей России <…> Нелидова пленила Николая не только своей красотой, но и умом. Она умела управлять своим повелителем с тактом, свойственным только женщине. Делая вид, что во всем покоряется, всегда умела направить его на путь, который, по её мнению, был лучшим <…> Она могла бы злоупотреблять своим влиянием по части интриг и кумовства, но была далека от этого, <…> и никогда не старалась выставляться на вид, не окружала себя призраками и ореолом власти; ей хорошо был известен гордый и подозрительный характер государя».
Известна запись Смирновой-Россет, которая описывая трудовой день царя, полный различных занятий, удивлялась, когда это он ещё успевает бывать у Нелидовой: «В 9-м часу после гулянья он пьет кофе, потом в 10-м сходит к императрице, там занимается, в час или 11/2 опять навещает её, всех детей, больших и малых, и гуляет. В 4 часа садится кушать, в 6 гуляет, в 7 пьёт чай со всей семьёй, опять занимается, в десятого половина сходит в собрание, ужинает, гуляет в 11, около двенадцати ложится почивать. Почивает с императрицей в одной кровати. Когда же царь бывает у фрейлины Нелидовой?»

### Смерть Николая и дальнейшая жизнь
Анна Тютчева, свидетельница последних часов жизни Николая, пишет: «В то время как мы шаг за шагом следили за драмой этой ночи агонии, я вдруг увидела, что в вестибюле появилась несчастная Нелидова. Трудно передать выражение ужаса и глубокого отчаяния, отразившееся в её растерянных глазах и в красивых чертах, застывших и белых, как мрамор… Видно было, что безумие отчаяния овладело её бедной головкой. Только теперь, при виде её, я поняла смысл неопределенных слухов, ходивших во дворце по поводу отношений, существовавших между императором и этой красивой женщиной, отношений, которые особенно для нас, молодых девушек, были прикрыты с внешней стороны самыми строгими приличиями и полной тайной. В глазах человеческой, если не Божеской, морали эти отношения находили себе некоторое оправдание, с одной стороны, в состоянии здоровья императрицы, с другой — в глубоком, бескорыстном и искреннем чувстве Нелидовой к императору. Никогда она не пользовалась своим положением ради честолюбия или тщеславия, и скромностью своего поведения она умела затушевать ту милость, из которой другая создала бы себе печальную славу».
Императрица, не отходившая от постели мужа, спросила, не желает ли он проститься с некоторыми близкими людьми, назвав среди них и Варвару. Умирающий с благодарностью пожал руку жены: «Нет, дорогая, я не должен больше её видеть, ты ей скажешь, что прошу её меня простить». А. И. Соколова пишет: «…когда император Николай Павлович скончался, то императрица, призвав к себе Нелидову, нежно обняла, крепко поцеловала и, сняв с руки браслет с портретом государя, сама надела его на руку Варвары Аркадьевны. Кроме того, императрица назначила один час в течение дня, в который, во все время пребывания тела императора во дворце, в комнату, где он покоился, не допускался никто, кроме Нелидовой, чтобы дать ей, таким образом, свободно помолиться у дорогого ей праха». На другой день после смерти императора Варвара Нелидова отослала в «Инвалидный капитал» 200 тысяч рублей, которые были ей оставлены Николаем Павловичем. Она хотела уехать из дворца, но императрица и новый император не позволили этого. Нелидова осталась, но окончательно удалилась от света, и её можно было встретить лишь в дворцовой церкви, где она ежедневно бывала у обедни. С этого дня она не дежурила, а только приходила читать вслух императрице-вдове, когда та совсем одна отдыхала после обеда. Летом она жила в одном из готических домов Петергофа (в парке Александрия).
До 1858 года проживала на первом этаже западного корпуса Зимнего дворца (залы № 34—38) с видом на Адмиралтейство. Позже ей предоставили квартиру в антресолях первого этажа в Южном павильоне Малого Эрмитажа.
Нелидова дожила до царствования Николая II в семье своей сестры, от имени которой в октябре 1897 года и было опубликовано в газетах сообщение о смерти фрейлины двора его величества. Великий князь Михаил Николаевич, последний сын Александры Федоровны, родившийся в 1832 году, присутствовал на её похоронах. Умерла В. А. Нелидова 18 (30) октября 1897 года и была похоронена на кладбище Сергиевой Приморской пустыни.

## Дети
Рождение детей у Варвары Нелидовой не доказано и не документировано. Тем не менее, в генеалогических таблицах встречаются имена внебрачных детей Николая, матерью которых по некоторым предположениям могла быть Варвара Аркадьевна. Наиболее известен из них барон Пасхин (17 апреля 1831 — 20 июня 1863). В 1855 году Добролюбов составил рукописный журнал «Слухи», где писал, что причиной расположения Николая I к П. А. Клейнмихелю (который приходился свояком брату Варвары, Аркадию Нелидову) была услужливая готовность последнего усыновлять внебрачных детей императора и Нелидовой, и что детей этих было бы правильнее называть не «кляйн-Михелями» (маленькими Михелями), а «кляйн-Николаусами» (маленькими Николаусами). Информация об усыновлении и трёх детях (среди которых Константин) подтверждения не имеет.

## Художественные образы
- В повести Л. Толстого «Хаджи-Мурат» император Николай вспоминает «могучие, полные плечи своей всегдашней любовницы Нелидовой».
- Александра Соколова, повесть «Царское гадание», 1914.
- Юрий Тынянов, повесть «Малолетный Витушишников» (о рождении Варварой ребёнка и клейнмихелевских усыновлениях).
- В телевизионном сериале «Бедная Настя» роль Варвары Нелидовой сыграла актриса Алена Ивченко.